# Peaches on a tree
Peaches on a tree is de derde single van Nick MacKenzie, die tot 1975 alleen singles uitgaf. Onder leiding van muziekproducent Jack de Nijs scoorde MacKenzie weer een dikke hit in Nederland en België. Saxofonist op het plaatje is ongetwijfeld André Moss, die vaker voor Jack de Nijs en zijn artiesten werkte.
Jack de Nijs (Jersey) bracht het nummer eind jaren tachtig nog uit in een medley, samen met Juanita en One is one, als B-kant van Close to you en op het gelijknamige album.

## Hitnotering
Omdat zijn vorige single zo’n succes had, maakte Veronica Peaches on a tree tot alarmschijf.

### Nederlandse Top 40
| Hitnotering: week 8 t/m 14 in 1974 | Hitnotering: week 8 t/m 14 in 1974 | Hitnotering: week 8 t/m 14 in 1974 | Hitnotering: week 8 t/m 14 in 1974 | Hitnotering: week 8 t/m 14 in 1974 | Hitnotering: week 8 t/m 14 in 1974 | Hitnotering: week 8 t/m 14 in 1974 | Hitnotering: week 8 t/m 14 in 1974 | Hitnotering: week 8 t/m 14 in 1974 |
| Week:                              | 1                                  | 2                                  | 3                                  | 4                                  | 5                                  | 6                                  | 7                                  |                                    |
| ---------------------------------- | ---------------------------------- | ---------------------------------- | ---------------------------------- | ---------------------------------- | ---------------------------------- | ---------------------------------- | ---------------------------------- | ---------------------------------- |
| Positie:                           | 20                                 | 9                                  | 5                                  | 5                                  | 10                                 | 19                                 | 36                                 | uit                                |

### NederlandseDaverende 30
| Hitnotering: 23-2-1974 t/m 5-4-1974 | Hitnotering: 23-2-1974 t/m 5-4-1974 | Hitnotering: 23-2-1974 t/m 5-4-1974 | Hitnotering: 23-2-1974 t/m 5-4-1974 | Hitnotering: 23-2-1974 t/m 5-4-1974 | Hitnotering: 23-2-1974 t/m 5-4-1974 | Hitnotering: 23-2-1974 t/m 5-4-1974 | Hitnotering: 23-2-1974 t/m 5-4-1974 |
| Week:                               | 1                                   | 2                                   | 3                                   | 4                                   | 5                                   | 6                                   |                                     |
| ----------------------------------- | ----------------------------------- | ----------------------------------- | ----------------------------------- | ----------------------------------- | ----------------------------------- | ----------------------------------- | ----------------------------------- |
| Positie:                            | 20                                  | 9                                   | 5                                   | 7                                   | 14                                  | 20                                  | uit                                 |

### BelgischeBRT Top 30
| Hitnotering: 2-3-1974 t/m 31-5-1974 | Hitnotering: 2-3-1974 t/m 31-5-1974 | Hitnotering: 2-3-1974 t/m 31-5-1974 | Hitnotering: 2-3-1974 t/m 31-5-1974 | Hitnotering: 2-3-1974 t/m 31-5-1974 | Hitnotering: 2-3-1974 t/m 31-5-1974 | Hitnotering: 2-3-1974 t/m 31-5-1974 | Hitnotering: 2-3-1974 t/m 31-5-1974 | Hitnotering: 2-3-1974 t/m 31-5-1974 | Hitnotering: 2-3-1974 t/m 31-5-1974 | Hitnotering: 2-3-1974 t/m 31-5-1974 | Hitnotering: 2-3-1974 t/m 31-5-1974 | Hitnotering: 2-3-1974 t/m 31-5-1974 | Hitnotering: 2-3-1974 t/m 31-5-1974 | Hitnotering: 2-3-1974 t/m 31-5-1974 |
| Week:                               | 1                                   | 2                                   | 3                                   | 4                                   | 5                                   | 6                                   | 7                                   | 8                                   | 9                                   | 10                                  | 11                                  |                                     | 12                                  |                                     |
| ----------------------------------- | ----------------------------------- | ----------------------------------- | ----------------------------------- | ----------------------------------- | ----------------------------------- | ----------------------------------- | ----------------------------------- | ----------------------------------- | ----------------------------------- | ----------------------------------- | ----------------------------------- | ----------------------------------- | ----------------------------------- | ----------------------------------- |
| Positie:                            | 20                                  | 13                                  | 8                                   | 8                                   | 11                                  | 5                                   | 13                                  | 4                                   | 9                                   | 8                                   | 20                                  | x                                   | 26                                  | uit                                 |